# Cosmos Club
Der Cosmos Club ist ein privater Club in Washington, D.C. in den Vereinigten Staaten. Er wurde im Jahr 1878 von John Wesley Powell gemeinsam mit Clarence Edward Dutton, Henry Smith Pritchett, William Harkness und John Shaw Billings gegründet. Zu seinen Zielen gehört „die Weiterbildung seiner Mitglieder in Wissenschaft, Literatur und Kunst“. Unter den Mitgliedern des Cosmos Club finden sich zahlreiche Träger des Nobelpreises, des Pulitzer-Preises und der Presidential Medal of Freedom.

## Geschichte

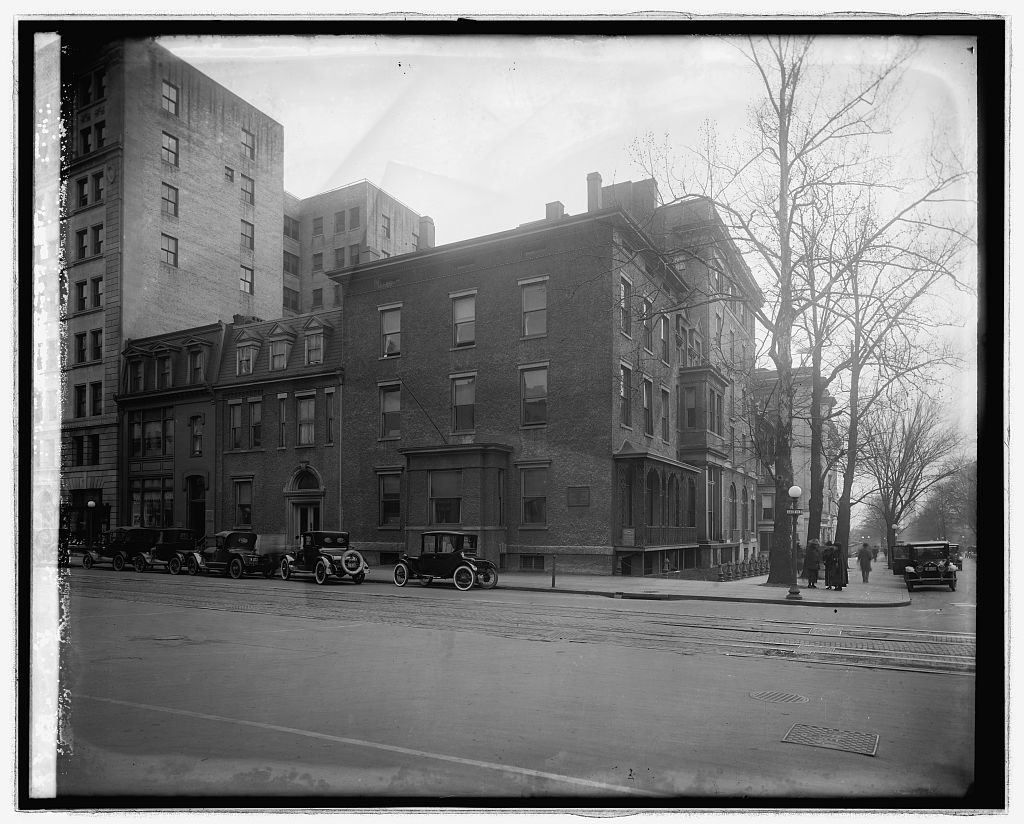
Der Cosmos Club ca. 1921, vor dem Umzug in das Townsend-Haus.

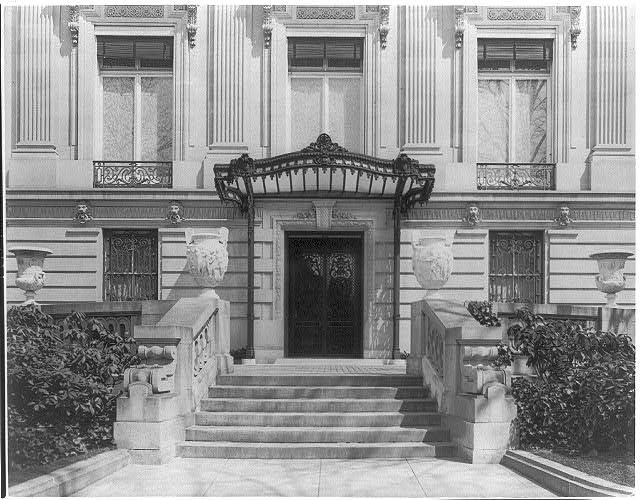
Außenansicht des späteren Clubhauses im Jahr 1915, fotografiert von Frances Benjamin Johnston.

Ursprünglich trafen sich die Mitglieder des Clubs im Corcoran-Gebäude an der Ecke 15. und F-Street im Bezirk Northwest, jedoch wurde der Treffpunkt im Jahr 1882 in den President’s Park verlegt. Dort besetzten die Mitglieder an der Ostseite des Parks das Tayloe- und das Cutts-Madison-Haus und rissen zwei dazwischen stehende Reihenhäuser ab, um mehr Platz zu haben. Im Jahr 1952 wurde der Club durch die Bundesregierung der Vereinigten Staaten zum Umzug aufgefordert, woraufhin er in sein heutiges Domizil im Haus der Familie Townsend an der 2121 Massachusetts Avenue im Stadtviertel Dupont Circle zog.
Das Gebäude wurde 1898 im Stil der Beaux-Arts-Architektur vom Unternehmen Carrère and Hastings errichtet und im Jahr 1901 vollendet. Bereits ein Jahr später starb Herr Townsend, und nach dem Tod von Frau Townsend im Jahr 1931 zog ihre Tochter Matilde gemeinsam mit ihrem Ehemann Sumner Welles in das Haus, in dem sie bis zum Beginn des Zweiten Weltkriegs lebten. Der Cosmos Club kaufte das Haus im Jahr 1950. 1973 wurde es als Contributing Property des Dupont Circle Historic District und des Massachusetts Avenue Historic District in das National Register of Historic Places aufgenommen.
Seit 1887 trifft sich die Philosophical Society of Washington in der Versammlungshalle des Cosmos Club, die heute als John-Wesley-Powell-Auditorium bezeichnet wird. Im Jahr 1888 wurde die National Geographic Society im Cosmos Club gegründet, ebenso wie die Wilderness Society im Jahr 1935.
In den ersten 110 Jahren seiner Existenz ließ der Club ausschließlich Männer als Mitglieder zu. Als Gäste eingeladenen Frauen war es zudem untersagt, den Club durch den Haupteingang sowie für Mitglieder reservierte Räume des Hauses zu betreten. Im Jahr 1988 entschied der Washingtoner Ausschuss für Menschenrechte, dass diese frauenfeindliche Politik des Clubs gegen die Antidiskriminierungsgrundsätze der Stadt verstößt. Seitdem ist der Club auch für Frauen geöffnet. Im Jahr 2012 wurde der Ballsaal des Cosmos Club Townsend House von John Canning & Co., einem Architekturbüro aus Cheshire, Connecticut, restauriert. Das Projekt umfasste die Restaurierung des dekorativen Farbschemas, der Vergoldung, des Zierputzes, des originalen Parkettbodens und der kunstvollen Wandmalereien. Nach der Fertigstellung des Ballsaals im Jahr 2012 wurde Canning erneut in das Projekt einbezogen, um die Lobby zu restaurieren. Diese Phase eines größeren Restaurierungsprojekts umfasste die Wiederherstellung von Putzoberflächen, die Wiederherstellung des historischen Farbschemas, die Holzmaserung der Türen und die Reinigung des historischen Marmorbodens.
Im Jahr 1990 erschien die erste Ausgabe der zunächst jährlich, seit 2004 jedoch unregelmäßig erscheinenden Zeitschrift Cosmos: A Journal of Emerging Issues, in der die Mitglieder des Clubs Essays veröffentlichen.

## Auszeichnungen
Mitglieder des Clubs können mit zwei unterschiedlichen Auszeichnungen geehrt werden.

### Cosmos Club Award
Der Cosmos Club Award wird seit 1964 von der Cosmos Club Foundation jährlich an Persönlichkeiten von nationaler und internationaler Bedeutung in einem im Voraus nicht festgelegten Bereich der Wissenschaft, Literatur oder Kunst, in einem Lehrberuf oder im öffentlichen Dienst vergeben. Bekannte Träger dieser Auszeichnung sind unter anderem Edwin Land, Paul Volcker, Charles Everett Koop, James Van Allen, Arthur Kornberg, Sandra Day O’Connor, Daniel Patrick Moynihan und Elie Wiesel. Im Jahr 2012 wurde Philippe de Montebello entsprechend geehrt.

### John P. McGovern Award
Dieser Preis wird seit 1986 vergeben und ist nach seinem Stifter John P. McGovern benannt. Die mit dieser Auszeichnung geehrten Persönlichkeiten halten öffentlich zugängliche Vorträge in den Räumen des Clubs zu ihrem jeweiligen Fachgebiet. Zu den bekanntesten Trägern gehören J. Craig Venter, Mstislav Rostropovich, Stephen J. Gould, Edward O. Wilson, Saul Bellow, Derek Jacobi und Leonard Slatkin.